# 小行星9182
小行星9182是一颗围绕太阳公转的小行星。1991年7月8日，亨利·德波鸿诺在拉西拉天文台发现了此天体。
这颗小行星的绝对星等为157.70273等。